# Gmina Stanari
Gmina Stanari (serb. Општина Станари / Opština Stanari) – gmina w Bośni i Hercegowinie, w Republice Serbskiej. W 2017 roku liczyła 6828 mieszkańców.